# Sphacelodes
Sphacelodes là một chi bướm đêm thuộc họ Geometridae.